# Chorthippus jucundus
Chorthippus jucundus är en insektsart som först beskrevs av Fischer 1853.  Chorthippus jucundus ingår i släktet Chorthippus och familjen gräshoppor. Inga underarter finns listade i Catalogue of Life.